# Rosa García
Rosa Gisella García Rivas (Lima, 21 de mayo de 1964) es una exvoleibolista peruana que fue parte de la selección femenina de voleibol del Perú que consiguió la medalla de plata en los Juegos Olímpicos de Seúl de 1988. En los Juegos Olímpicos de Sídney del año 2000, fue elegida la abanderada de la delegación peruana en la ceremonia de apertura.

## Trayectoria en selección

### A nivel mayores
- 1980: 6.º puesto en las Olimpiadas de Moscú
- 1981: Subcampeona en el Sudamericano de Santo André
- 1982: Subcampeona en el Campeonato Mundial de Perú
- 1983: 3.er puesto en el Panamericano de Caracas
- 1983: Campeona en el Sudamericano de São Paulo
- 1984: 4.º puesto en las Olimpiadas de Los Ángeles
- 1985: Campeona en el Sudamericano de Caracas
- 1985: 5.º puesto en la Copa del Mundo de Japón
- 1986: 3.er puesto en el Campeonato Mundial de Checoslovaquia
- 1987: Subcampeona en el Panamericano de Indianápolis
- 1987: Campeona en el Sudamericano de Montevideo
- 1988: Subcampeona en las Olimpiadas de Seúl
- 1988: 3.er puesto en el Top Four
- 1989: Campeona en el Sudamericano de Curitiba
- 1989: 5.º puesto en la Copa del Mundo de Japón
- 1990: 6.º puesto en el Campeonato Mundial de China
- 1991: 3.er puesto en el Panamericano de La Habana
- 1991: Subcampeona en el Sudamericano de São Paulo
- 1991: 5.º puesto en la Copa del Mundo de Japón
- 1993: Campeona en el Sudamericano de Cusco
- 1994: 13.er puesto en el Campeonato Mundial de Brasil
- 1995: Subcampeona en el Sudamericano de Porto Alegre
- 1997: Subcampeona en el Sudamericano de Lima
- 1999: 3.er en el Sudamericano de Valencia
- 1999: 10.º puesto en la Copa del Mundo de Japón
- 2000: 11.er puesto en las Olimpiadas de Sídney

### A nivel juvenil
- 1980: Campeona en el Sudamericano Juvenil de Rancagua
- 1981: Subcampeona en el Mundial Juvenil de México

### A nivel menores
- 1980: Campeona en el Sudamericano de Menores de São Paulo